# Kryptonesticus eremita
Espèce
Synonymes
- Nesticus eremita Simon, 1880
- Theridion parenzani Trossarelli, 1931
- Nesticus eremita italica Caporiacco, 1934

Kryptonesticus eremita est une espèce d'araignées aranéomorphes de la famille des Nesticidae.

## Distribution
Cette espèce se rencontre en Europe et en Turquie. Elle a été introduite en Nouvelle-Zélande à Auckland.

## Description

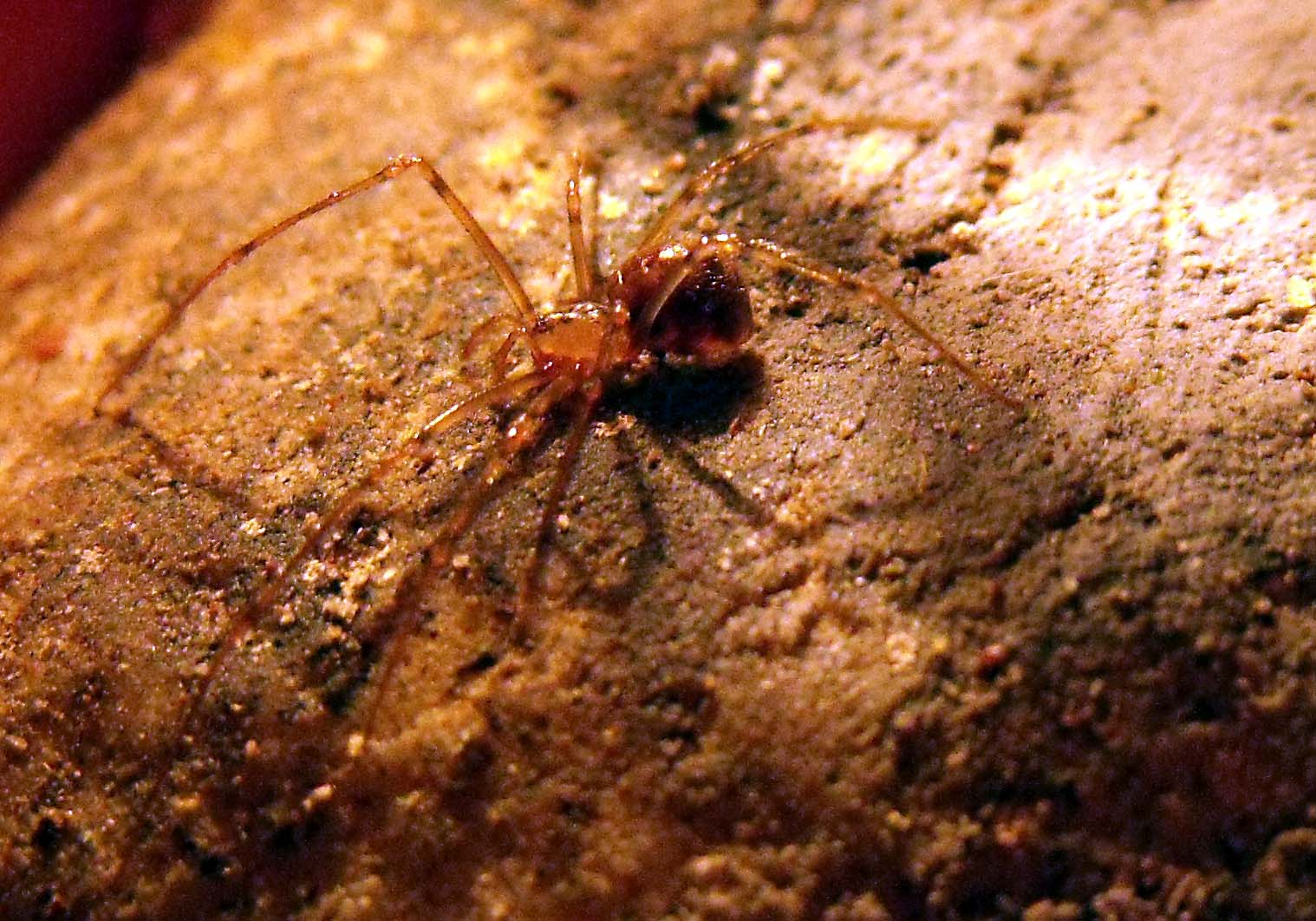
Kryptonesticus eremita

Les mâles mesurent de 3,5 à 4,7 mm et les femelles de 3,8 à 5,4 mm.

## Publication originale
- Simon, 1880 : Arachnides nouveau de France, d'Espagne et d'Algérie. Premier mémoire. Bulletin de la Société Zoologique de France, vol. 4, p. 251-263 (texte intégral).